# Independent Living Institute
Independent Living Institute (ILI) är en privat stiftelse som arbetar för att främja möjligheterna för människor med funktionsnedsättning till mer personlig och politisk makt, självbestämmande, full delaktighet och jämlikhet genom information, utbildning, konsultinsatser och utvecklingsprojekt. Institutet arbetar tillsammans med andra organisationer som stöder dessa mål på lokal, nationell och internationell nivå, inklusive självhjälpsgrupper i u-länder.